# Fluitregister
Het fluitregister of de fluitstem is het hoogste stemregister van de menselijke stem. Van alle registers is over dit register het minste bekend. Het geluid dat hieruit voortkomt, lijkt op een fluit, vandaar de naam. Bij het fluitregister wordt er alleen vanuit de hoofdresonantieholten gezongen, waardoor het geluid als het ware "binnensmonds" geproduceerd wordt. Het fluitregister wordt zelden gebruikt onder vrouwenstemmen, en is zo goed als onbestaand onder de mannenstemmen. Toch zijn er ook mannen die dit register beheersen. Het fluitregister begint bij de verschillende stemtypes op andere toonhoogtes. Het is eerder een techniek hoe de klank gevormd wordt dan een vast noteninterval. Soms wordt het ook door coloratuursopranen toegepast, als zij de extreem hoge noten niet in kopstem halen, zoals bijvoorbeeld in "Die Zauberflöte"
Enkele artiesten die gebruikmaken van dit stemregister zijn: Mariah Carey, Jack Black, Minnie Riperton, Georgia Brown, Ariana Grande, Piet Arion, Dimash Kudaibergen en Adam Lopez.